# Liceu Chaptal
El liceu Chaptal (en francès original lycée Chaptal) des de l'any 1950, anteriorment collège Chaptal, és una escola pública de primària, secundària i ensenyament superior, situada a París a França. Va ser fundat pel dramaturg Prosper Goubaux rebre el nom del químic i polític Jean-Antoine Chaptal (1756-1832).
Imparteix estudis principalment científics, que preparen al batxillerat científic, d'enginyeria i econòmic social.

## Història
L'edificie, segons els plans de l'arquitecte Eugène Train atenyia les premisses de qualitat, comoditat i higiene de la segona meitat del segle xix. Es va construir durant el regnat de Napoleó III de 1866 a 1876, però l'obra va ser interrumpida per  la guerra francoprussiana.
A l'inici, el liceu era concebut per a preparar a activitats militars del règim i el programa va prioritzar la formació científica en física i química.
En els disturbis de la Comuna de París, els insurreccionistes es van atrinxerar durant diversos dies a l'edifici, fins que foren dispersats militarment pel 102e regiment d'infanteria de l'exèrcit de terra francès, amb suport d'artilleria. Els impactes de projectils són visibles encara a la part frontal de l'edifici.
L'edifici va ser catalogat com a monument històric de França el 1987. Allotja a més un museu amb una important col·lecció d'instruments utilitzats en física i química del segle xix.